# Tyrkysová organizace
Tyrkysová organizace je organizační model (nebo také soubor znaků), který popisuje Frederic Laloux ve svojí knize Budoucnost organizací. V rámci tohoto paradigmatu je organizace vnímána jako živý systém, který navzdory autonomní povaze jeho jednotlivých částí, dokáže reagovat na neustále se měnící prostředí a směřovat tak k čím dále větší komplexitě a propojenosti. Tato metafora je stavěna do kontrastu s modelem, jenž vnímá organizaci jako neživý stroj, který je řízen centrálně na základě pevně daných procesů (Laloux se domnívá, že tento „strojový“ model momentálně převažuje a označuje jej jako oranžový – aspirační).
Termín "tyrkysová" odkazuje na šestou úroveň teorie spirálové dynamiky lidského vývoje, která předpokládá, že jednotlivci a organizace procházejí různými stupni vývoje, přičemž každý stupeň navazuje na ten předchozí. Laloux tvrdí, že tyrkysové organizace stojí na třech průlomových objevech: Sebeřízení, celistvosti a evolučních cílech.
Ve svojí práci se Laloux opírá o předchozí výzkum provedený evolučními a sociálními psychology, jako je Jean Gebser, Clare W. Graves, Don Edward Beck, Chris Cowan a Ken Wilber, kteří zkoumali a popsali fáze lidského vědomí.

## Tři průlomové objevy tyrkysových organizací
Tyrkysová organizace je definována třemi základními pilíři, které ji odlišují od starších modelů (ty Laloux označuje jako infračervený, purpurový, červený, žlutý, oranžový a zelený) :
1. Sebeřízení: Tyrkysové organizace přicházejí se systémem vzájemných vztahů založeném na ploché struktuře bez nutnosti formální hierarchie. Rozhodování zde neprobíhá ani na základě konsensu, ani na základě centrálního velení či řízení. Zaměstnanci jsou oprávněni rozhodovat a přebírat odpovědnost za svou práci. To umožňuje větší samostatnost a flexibilitu a také decentralizovanější rozhodovací proces..[1]
2. Celistvost: V běžných organizacích se setkáváme s fenoménem, kdy je obvyklé si do práce „nosit“ jen určitou část svého Já – jakousi profesionální masku, mnohdy založenou na maskulinní rozhodnosti, houževnatosti a síle. Tyrkysové organizace povzbuzují své pracovníky k tomu, aby do práce přinášeli všechny aspekty svého já, ačkoliv to může znamenat, že budou mnohdy nuceni přiznat své zranitelnost a pochyby. Laloux se domnívá, že teprve potom mohou organizace těžit z celého potenciálu jedince – jeho kreativity, intuice, emocí a spirituality. Tyrkysové organizace si cení celistvosti jednotlivce a uznávají, že každý člověk přináší na pracoviště své jedinečné zkušenosti, dovednosti a perspektivy. To znamená, že je kladen důraz na osobní rozvoj i na rozvoj organizace jako celku.[1]
3. Evoluční cíle: Dle Lalouxe se tyrkysové organizace chovají jako organizmy, které si žijí svým životem a plynou ze své podstaty určitým směrem. Nesnaží se příliš plánovat, předvídat či ovládat budoucnost. Místo toho se členové a lídři těchto organizací snaží poslouchat a pochopit, čím se organizace chce sama stát. Tyrkysové organizace se řídí evolučním účelem, který je zaměřen na vytváření pozitivního dopadu na svět. To znamená, že organizace se neustále přizpůsobuje a vyvíjí v reakci na měnící se okolnosti a zaměřuje se na vytváření dlouhodobé hodnoty, nikoliv krátkodobého zisku.[1]

Stručně řečeno, tyrkysová organizace se vyznačuje schopností vytvářet dynamické a přizpůsobivé pracoviště, kde jsou zaměstnanci oprávněni rozhodovat a přispívat ke kolektivní inteligenci organizace. Tím, že si tyto organizace cení autonomie jednotlivce, kolektivní inteligence a rozvoje společného cíle, jsou schopny vytvořit skutečně jedinečnou a efektivní kulturu pracoviště.

## Případové studie
Laloux dokládá principy fungování tyrkysové společnosti na příkladech významných organizací z celého světa, které dle jeho slov nezávisle na sobě došly k podobným praktikám sebeřízení. Jsou mezi nimi i velké úspěšné nadnárodní společnosti s obratem okolo miliardy dolarů.
Mezi tyrkysové společnosti Laloux řadí tyto firmy:
- AES (Energetický sektor, globální firma, 40 000 zaměstnanců, zisková firma)
- BSO/Origin (IT, globální firma, 10 000 zaměstnanců v roce 1996, zisková firma)
- Buurtzorg (Zdravotní péče, Nizozemsko, 7000 zaměstnanců, nezisková org.)
- ESBZ (Škola K-12, Německo, 1500 žáku zaměstnanců a rodičů, nezisková org.)
- FAVI (Metalurgická výroba, Francie, 500 zaměstnanců, zisková firma)
- Heiligenfeld (Klinika duševního zdraví, Německo, 600 zaměstnanců, zisková firma)
- The Morning Star Company (Potravinářství, USA, 400-2400 zaměstnanců, zisková firma)
- Patagonia (Výroba oděvů, USA, 1350 zaměstnanců, zisková firma)
- RHD (Pečovatelské služby, USA, 4000 zaměstnanců, nezisková org.)
- Sounds True (Média, USA, 90 zaměstnanců a 20 psů, zisková firma)
- Sun Hydraulics (Hydraulické součástky, globální firma, 900 zaměstnanců, zisková firma)